# 圣玛丽 (马提尼克)
圣玛丽（法語：Sainte-Marie，法語發音：[sɛ̃t maʁi] ⓘ）是法国海外省马提尼克的一个市镇，属于拉特里尼泰区。

## 地理
圣玛丽（14°46'53"N, 60°59'37"W）面积44.55 平方千米，位于法国海外省马提尼克。
与圣玛丽接壤的市镇（或旧市镇、城区）包括：格罗莫讷、莱马里戈、拉特里尼泰。
圣玛丽的时区为UTC−04:00（大西洋时区）。

## 行政
圣玛丽的邮政编码为97230，INSEE市镇编码为97228。

## 政治
圣玛丽的现任市长为布吕诺·内斯托尔·阿泽罗（Bruno Nestor Azérot）先生，任期为2020-2026年。

## 人口

1962-2008年间圣玛丽人口变化图示

圣玛丽于2022年1月1日时的人口数量为14827人。